# Медвєдово (Локнянський район)
Медвєдово (рос. Медведово) — присілок в Локнянському районі Псковської області Російської Федерації.
Населення становить 13 осіб. Входить до складу муніципального утворення Самолуковская волость.

## Історія
Від 2015 року входить до складу муніципального утворення Самолуковская волость.

## Населення
| 2001 | 2002 | 2010 |
| ---- | ---- | ---- |
| 30   | ↘26  | ↘13  |